# Zhang Ziyi
Dans ce nom chinois, le nom de famille, Zhang, précède le nom personnel.
Pour les articles homonymes, voir Zhang.
Zhang Ziyi (chinois : 章子怡 ; pinyin : Zhāng Zǐyí ; Wade : Chang¹ Tzu³i² ; cantonais Jyutping : Zi²ji⁴ ; cantonais Yale : Jeung¹ Ji²yi⁴ /ʈʂáŋ tsɨ̀ǐ/), née le 9 février 1979 à Pékin, est une actrice et mannequin chinoise.
Elle est surtout connue pour ses rôles dans plusieurs films de Wu Xia Pian (Tigre et Dragon, Le Secret des poignards volants), de Wong Kar-Wai (2046, The Grandmaster) ainsi que dans Mémoires d'une geisha.

## Biographie

### Jeunesse
Zhang Ziyi est la fille de Zhang Yuanxiao, comptable puis économiste, et de Li Zhousheng, maîtresse d'école. Elle a un frère aîné, Zhang Zinan, né en 1973. Elle fait de la danse depuis l'âge de 8 ans et, à 11 ans, elle rejoint l'Académie de danse de Pékin. Détestant les rapports compétitifs entre les élèves pour s'attirer les faveurs des professeurs, elle s'enfuit plusieurs fois de l'académie. À 15 ans, elle remporte un championnat national de danse mais, en 1996, elle change de voie pour intégrer l'Académie centrale d'art dramatique de Pékin.

### Carrière

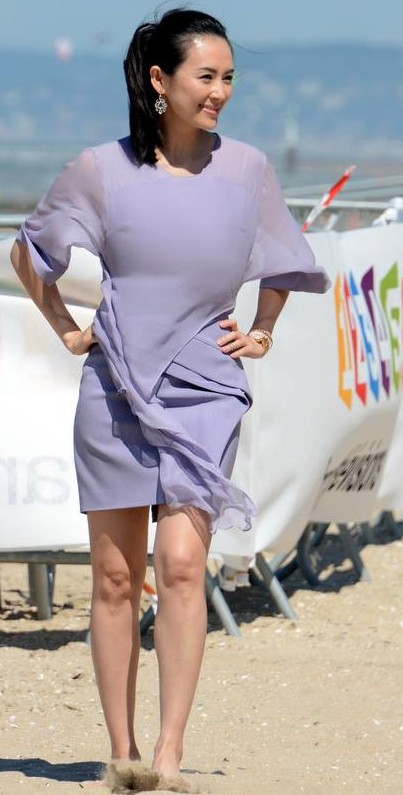
Zhang Ziyi en 2014 au festival du film de Cabourg.

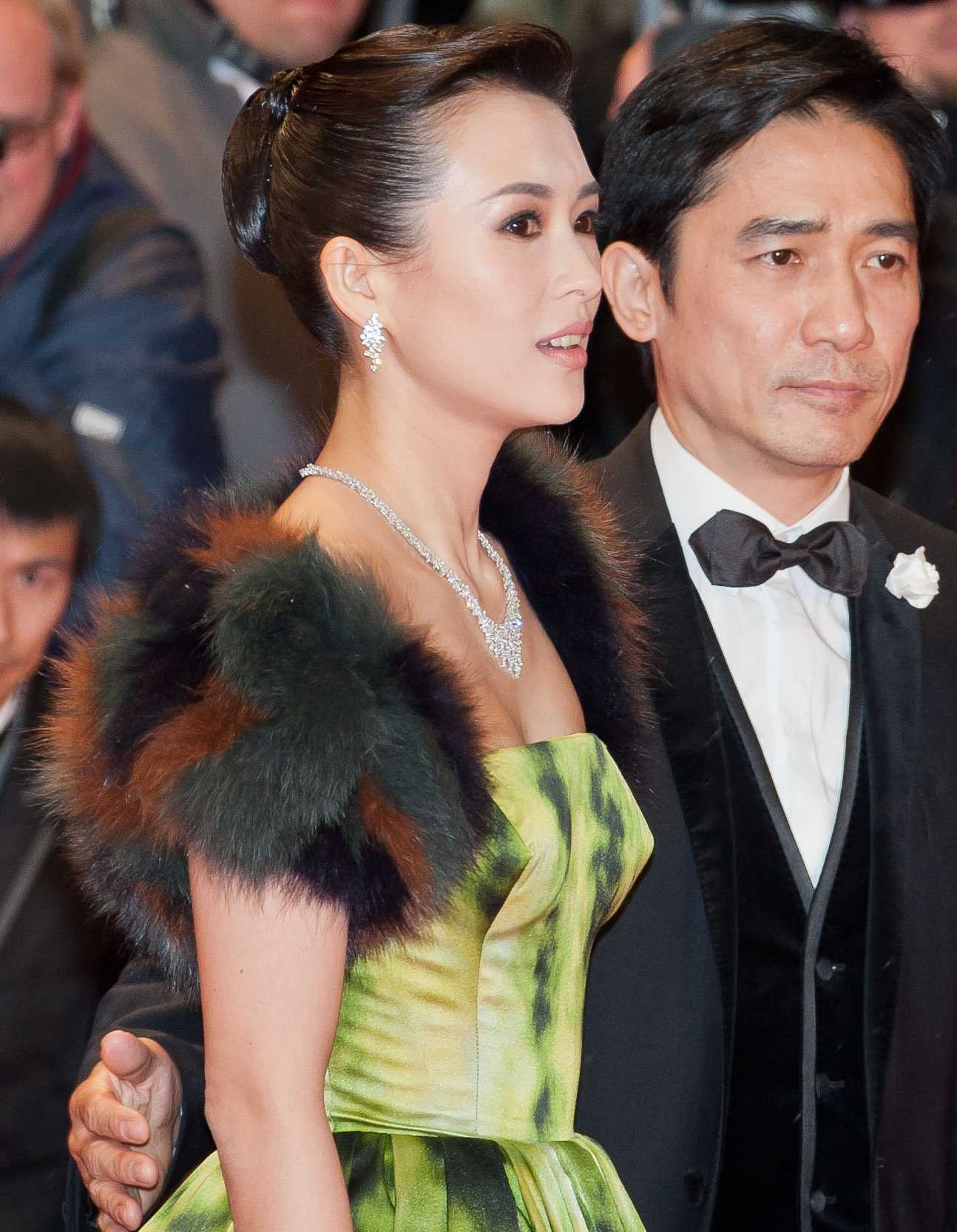
Zhang Ziyi en compagnie de Tony Leung Chiu-wai à la Berlinale 2013.

Remarquée par Zhang Yimou, elle est engagée pour jouer le rôle principal dès son premier film, The Road Home (1999), où elle interprète une jeune fille amoureuse d'un instituteur de village et qui obtient un Ours d'argent et le Prix du jury œcuménique du Festival du cinéma de Berlin en 2000.
Elle gagne encore en popularité grâce à son rôle dans Tigre et Dragon (2000), de Ang Lee, qui est un succès mondial et lui vaut une reconnaissance internationale ainsi que plusieurs prix et nominations. En 2001, elle joue aux côtés de Jackie Chan et Chris Tucker dans Rush Hour 2, son premier film hollywoodien. Cette année-là, elle figure dans la liste des « 50 plus belles femmes du monde » par le magazine People.
Son personnage dans Tigre et Dragon lui apporte d'autres rôles dans le genre du wuxiapian qui connaît un certain renouveau. Ainsi, elle apparaît ensuite dans Musa, la princesse du désert (2001), dans un second rôle dans Hero (2002), puis dans Le Secret des poignards volants (2004), à nouveau dirigée par Zhang Yimou dans ces deux derniers films. Toujours en 2004, elle incarne un des rôles principaux dans 2046 et remporte le Hong Kong Film Award de la meilleure actrice.
En 2005, elle interprète la geisha Sayuri dans les Mémoires d'une geisha de l'Américain Rob Marshall, aux côtés de Gong Li et Michelle Yeoh. Que des Chinoises aient incarné ces mythiques femmes a d'ailleurs été considéré comme un sacrilège au Japon et en Chine. La diffusion officielle du film n'est pas autorisée en Chine continentale mais il existe plusieurs éditions piratées en DVD, qui ont eu un grand succès. 
Zhang est nommée pour ce film au Golden Globe de la meilleure actrice dans un film dramatique et une deuxième fois au British Academy Film Award de la meilleure actrice (après sa nomination pour Le Secret des poignards volants). La même année, elle joue dans la comédie musicale Princess Raccoon, en compétition pour le festival de Cannes.
Lors du Festival de Cannes 2006 elle est membre du jury des longs-métrages, avec notamment Monica Bellucci, Helena Bonham Carter, Samuel L. Jackson et Tim Roth. Wong Kar-wai est le président du jury.
En 2006, elle joue dans un nouveau wuxiapian, La Légende du scorpion noir, et en 2007, elle prête sa voix à un personnage dans le film d'animation TMNT : Les Tortues Ninja.
En 2009, elle joue aux côtés de Dennis Quaid dans Les Cavaliers de l'Apocalypse, qui est un cuisant échec commercial et critique. La même année, lors du Festival de Cannes 2009, elle est membre du Jury de la section Cinéfondation et des courts métrages, présidé par le réalisateur John Boorman.
Elle apparaît ensuite notamment dans Love for Life (2011), où elle interprète une jeune femme atteinte du SIDA, dans Dangerous Liaisons (2012), adaptation des Liaisons dangereuses située en Chine dans les années 1930, et dans The Grandmaster (2013), film sur la vie de Yip Man, présenté au Festival de Berlin 2013.
Lors du Festival de Cannes 2013, elle est membre du jury de la section Un certain regard, sous la présidence du réalisateur danois Thomas Vinterberg.
En 2019 elle préside le jury du Festival international du film de Tokyo, succédant ainsi à Brillante Mendoza. C'est la deuxième fois de l'histoire du festival qu'une femme préside le jury international, après Gong Li en 2003.

### Vie privée
Peu de temps après ses débuts d'actrice avec Zhang Yimou dans The Road Home, des rumeurs ont couru sur une possible relation entre l'actrice et le réalisateur. Zhang Yimou avait déjà été impliqué dans une relation extra-conjugale avec l'actrice Gong Li, à qui Zhang Ziyi a rapidement été comparée. Ces rumeurs n'ont jamais été confirmées.
Zhang a déclaré dans une interview que si elle n'était pas devenue actrice, elle aurait aimé enseigner pour les maternelles, car elle aime beaucoup les petits enfants.
Elle a été fiancée, de 2006 à 2010, avec l'homme d'affaires israélo-américain Aviv Nevo (en), qui avait déjà eu une relation avec Kate Moss. Le couple se sépare en 2010.
L'actrice ne cache pas son goût pour le travail de l'artiste contemporain d'origine chinoise Shen Jingdong, dont elle a acquis plusieurs œuvres, devenant ainsi l'une de ses plus grandes admiratrices.
Elle est en couple depuis 2013 avec le chanteur chinois Wang Feng avec qui elle conçoit son premier enfant, une fille née le 27 décembre 2014.

## Filmographie

### Cinéma
- 1999 : The Road Home (我的父亲母亲, Wo de fu qin mu qin), de Zhang Yimou : Zhao Di
- 2000 : Tigre et Dragon (卧虎藏龙, Wo hu cang long), d'Ang Lee : Jiao Long
- 2001 : Rush Hour 2, de Brett Ratner : Hu Li
- 2001 : La Légende de Zu (Zu Warriors), de Tsui Hark : Joy
- 2001 : Musa, la princesse du désert (武士, Wu shi), de Kim Sung-su : Bu-yong
- 2002 : Hero (英雄, Ying xiong), de Zhang Yimou : Moon
- 2003 : La Triade du papillon (Purple Butterfly, 紫蝴蝶, Zi hudie), de Lou Ye : Cynthia
- 2003 : My Wife Is a Gangster 2 (Jopog manura 2: Dolaon jeonseol), de Jeong Heung Sun : la chef de la Triade
- 2004 : 2046, de Wong Kar-wai : Bai Ling
- 2004 : Le Secret des poignards volants (十面埋伏, Shi mian mai fu), de Zhang Yimou : Xiao Mei
- 2004 : Jasmine Women (茉莉花开, Mo li hua kai), de Hou Yong : Mo / Li / Hua
- 2005 : Princess Raccoon (Princess Raccoon), de Seijun Suzuki : Tanuki
- 2005 : Mémoires d'une geisha (Memoirs of a Geisha), de Rob Marshall : Sayuri
- 2006 : La Légende du scorpion noir (夜宴, Ye yan, The Banquet), de Feng Xiaogang : Wan
- 2007 : TMNT : Les Tortues Ninja (TMNT), de Kevin Munroe : Karai (voix)
- 2008 : Forever Enthralled (Mei Lanfang), de Chen Kaige : Meng Xiaodong
- 2009 : Les Cavaliers de l'Apocalypse (Horsemen), de Jonas Åkerlund : Kristen
- 2009 : Sophie's Revenge (Sophie's Revenge), d'Eva Jin : Sophie
- 2009 : The Founding of a Republic (Jian guo da ye), de Huang Jianxin : Gong Peng
- 2011 : Love for Life (en) (魔术时代, Mo Shu Shi Dai), de Gu Changwei : Shang Qinqin
- 2012 : Dangerous Liaisons (危險關係), de Hur Jin-ho : Du Fenyu
- 2013 : The Grandmaster (一代宗师), de Wong Kar-wai : Gong Er
- 2013 : My Lucky Star (en) (非常幸运), de Dennie Gordon : Sofie
- 2014 : The Crossing (太平轮), de John Woo
- 2016 : Run for Love
- 2018 : Forever Young de Li Fangfang
- 2018 : The Cloverfield Paradox de Julius Onah : Tam
- 2019 : Godzilla 2 : Roi des monstres : Dr Ilene / Dr Ling
- 2019 : The Climbers : Xu Ying
- 2024 : She's Got No Name

### Série
- 2021 : The Rebel Princess (上阳赋) : Wang Xuan

### Autres
- 1996 : Touching Starlight (Xing xing dian deng) (téléfilm) : Chen Wei
- 2014 : clip de la chanson Magic de Coldplay.

## Distinctions
Cette section récapitule les principales récompenses et nominations obtenues par Zhang Ziyi. Pour une liste plus complète, se référer à l'Internet Movie Database.

### Décorations
- Chevalier de l'ordre des Arts et des Lettres le 27 juin 2013, à l'ambassade de France en Chine[8].

### Récompenses et nominations
- The Road Home

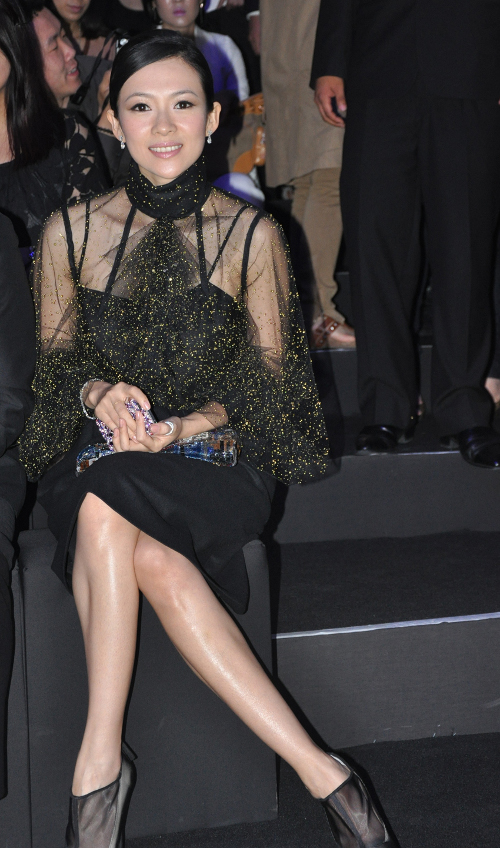
Zhang Ziyi à la Fashion Week en juin 2011.

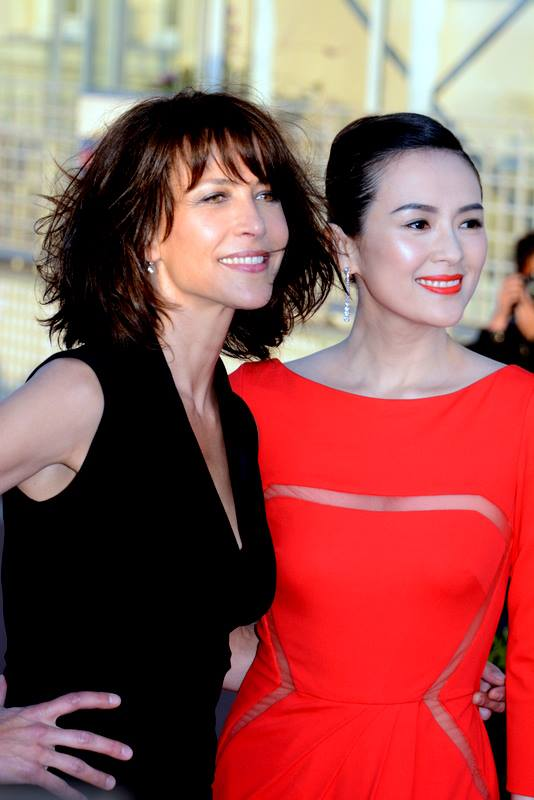
Sophie Marceau et Zhang Ziyi au Festival de Cabourg en 2014.

  - Prix des Cent Fleurs de la meilleure actrice

- Tigre et Dragon
  - Chicago Film Critics Association Awards : Actrice la plus prometteuse
  - Young Artist Awards : Meilleure jeune actrice dans un film international
  - Golden Bauhinia Awards : Meilleur second rôle
  - Independent Spirit Awards : Meilleur second rôle féminin
  - Toronto Film Critics Association Awards : Meilleur second rôle féminin
  - Nomination au BAFTA Awards de meilleure actrice dans un second rôle
  - Nomination au Chicago Film Critics Association Awards de meilleure actrice dans un second rôle
  - Nomination au Teen Choice Awards de révélation féminine de l'année au cinéma
  - Nomination au Golden Horse Film Festival de meilleure actrice
  - Nomination au Hong Kong Film Awards de la meilleure actrice
  - Nomination au MTV Movie Awards de révélation féminine meilleure actrice dans un film dramatique
  - Nomination au Online Film Critics Society Awards de meilleure actrice dans un second rôle
  - Nomination au Saturn Awards de meilleure actrice dans un second rôle

- Hero
  - Nomination au Hong Kong Film Awards de la meilleure actrice dans un second rôle

- Forever Enthralled
  - Nomination au Huabiao Awards de la meilleure actrice
  - Nomination au Coq d'or de meilleure actrice
  - Nomination au Golden Horse Film Festival de meilleure actrice dans un second rôle

- Le Secret des poignards volants
  - Huabiao Awards de la meilleure actrice
  - Nomination au BAFTA Awards de meilleure actrice
  - Nomination au Prix des Cent Fleurs de meilleure actrice
  - Nomination au Saturn Awards de meilleure actrice

- Mémoires d'une geisha
  - BAFTA Awards de meilleure actrice
  - Nomination au Golden Globe Award meilleure actrice dans un film dramatique
  - Nomination au Image Awards de meilleure actrice
  - Nomination au Satellite Awards de meilleure actrice dans un film dramatique
  - Nomination au Screen Actors Guild Awards de meilleure actrice

- Jasmine Women
  - Coq d'or : Meilleure actrice

- 2046
  - Hong Kong Film Awards : Meilleure actrice
  - Hong Kong Film Critics Society Awards : Meilleure actrice
  - Hong Kong Film Awards : Meilleure actrice
  - Hong Kong Film Critics Society Awards : Meilleure actrice
  - Nomination au Golden Horse Film Festival de meilleure actrice

- The Grandmaster
  - Prix des Cent Fleurs de la meilleure actrice
  - MTV Movie Awards : Meilleur combat pour Tigre et Dragon
- 2013 : Asia Pacific Screen Awards : meilleure actrice pour The Grandmaster
  - Asia-Pacific Film Festival : meilleure actrice pour The Grandmaster
  - Asian Film Awards : meilleure actrice pour The Grandmaster
  - Golden Horse Film Festival : meilleure actrice pour The Grandmaster
  - Hong Kong Film Critics Society Awards : meilleure actrice pour The Grandmaster
  - Hong Kong Film Awards : meilleure actrice pour The Grandmaster
  - Huabiao Awards de la meilleure actrice
  - Nomination au Coq d'or de meilleure actrice

## Voix françaises

### En France
- Caroline Victoria dans :
  - Mémoires d'une geisha
  - Les Cavaliers de l'Apocalypse

- Audrey Atamaniuk dans :
  - Hero
  - Le Secret des poignards volants

Et aussi :
- Karine Foviau dans Tigre et Dragon
- Jade Nguyen dans Rush Hour 2
- Chloé Berthier dans 2046
- Anneliese Fromont dans La Légende du scorpion noir
- Maia Baran dans TMNT : Les Tortues Ninja (voix)
- Lisa Martino dans The Grandmaster
- Géraldine Kamaka dans Godzilla 2 : Roi des monstres